# Adolf Abel
Pour les articles homonymes, voir Abel (homonymie).
Adolf Abel, né le 27 novembre 1882 à Paris et mort le 3 novembre 1968 à Bruckberg, est un architecte allemand.
Élève de Paul Wallot, ses œuvres principales sont l'université de Cologne, plusieurs bâtiments de la Koelnmesse (parc des expositions de Cologne) et la Liederhalle (salle de concerts) de Stuttgart en collaboration avec Blasius Spreng et Rolf Gutbrod.

## Distinctions
- Croix de commandeur de l'ordre du Mérite